# Pazzi (familie)

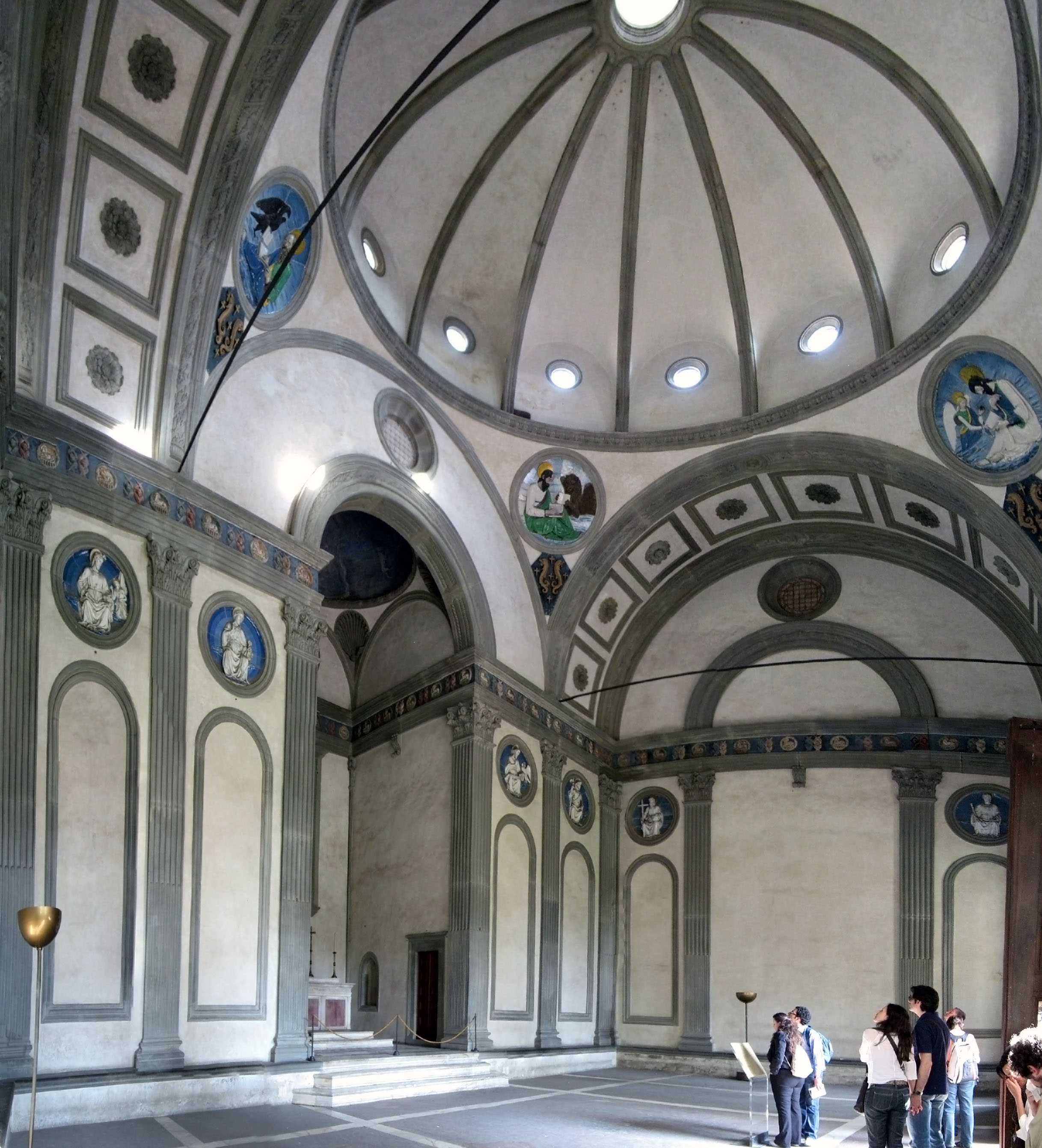
Interieur van de Pazzi-kapel

Het huis Pazzi was een adellijke bankiersfamilie uit Florence, die bekend werd door de Pazzi-samenzwering. De familie werd ook bekend vanwege haar bijdrage aan de kunsten, zoals het Palazzo Pazzi en de Pazzi-kapel, waarvan deze laatste (van de architect Filippo Brunelleschi) een van de bekendste werd en beschouwd wordt als een van de hoogtepunten van de architectuur tijdens de renaissance. Een jaarlijks terugkerend spektakel in Florence,  de Scoppio del Carro grijpt terug naar een door de familie Pazzi geïntroduceerd evenement.

## Geschiedenis

### Legende
Het traditionele verhaal gaat dat de familie gesticht is door Pazzino dei Pazzi, die in 1099 als eerste een vlag gehesen had op de torens van Jeruzalem tijdens het beleg van Jeruzalem in de Eerste Kruistocht. Bij zijn terugkeer naar Florence nam hij enkele stenen mee van het Heilig Graf, die hij schonk aan de bisschop van Florence. Deze stenen werden bewaard in de Florentijnse Santi Apostolikerk en werden gebruikt op Stille Zaterdag als ontsteker voor het heilige vuur, dat via vuurwerk verspreid werd over de haarden in de stad Florence. Het werd afgestoken door een namaakduif aan een lijn te laten afdalen naar een ossenkar volgeladen met vuurwerk. Een succesvolle voltooiing van dit ritueel zou leiden tot een voorspoedig jaar. De historische basis van deze legende wordt sinds het midden van de 19e eeuw betwijfeld.

### 13e eeuw tot 16e eeuw
De eerste historische figuur in de familie is Jacopo de' Pazzi il Vecchio, die een kapitein was van de Florentijnse cavalerie tijdens de Slag bij Montaperti op 4 september 1260. Zijn hand werd ernstig verwond door Bocca degli Abati, waardoor de standaard uit zijn handen viel. Zijn zoon Pazzino di Jacopo de' Pazzi was een volgeling van Karel van Valois.
Andrea de' Pazzi was de patroon van de kapittelzaal van de franciscanengemeenschap van de Basilica di Santa Croce en gaf de opdracht de Pazzi-kapel te bouwen. Zijn zoon Jacopo de' Pazzi werd hoofd van de familie in 1464. Guglielmo di Antonio de' Pazzi trouwde in 1460 met Bianca de' Medici, zuster van Lorenzo I de' Medici. Cosimo de' Pazzi, het zesde kind van in totaal 16 kinderen, werd aartsbisschop van Florence in 1508. 

### Pazzi-samenzwering
Verschillende leden van de familie waren betrokken bij de Pazzi-samenzwering in 1477-1478. Francesco de' Pazzi werd samen met Jacopo de' Pazzi en Jacopo's broer Renato de' Pazzi terechtgesteld nadat de samenzwering mislukte. De familie werd uit Florence verdreven en beroofd van haar bezittingen. Pas nadat Piero di Lorenzo de' Medici verjaagd was in 1494 mochten leden van de familie terugkeren.

## Bekende leden
- Maria Magdalena de’ Pazzi (1566–1607), karmelietes, mystica en heilige

## Games en televisie
- In de game Assassin's Creed II komt de familie voor als doelwit voor de hoofdpersoon.
- Verschillende leden van de familie Pazzi figureren in de televisiereeks Medici: Masters of Florence.